# Lockheed R6V Constitution
Lockheed R6V Constitution var et stort propeldrevent transportfly i to dæk, der blev udviklet i 1940'erne af flyproducenten Lockheed med henblik på langdistanceflyvninger med tung last. Flyet blev udviklet til U.S. Navy og Pan American World Airways. Indtil 1950 var flytypen benævnt R6O. Der blev kun bygget to fly af typen, der begge var prototyper. Selvom de begge indgik i tjeneste i den amerikanske flåde, viste det sig, at designet ikke var optimalt, idet de ikke havde tilstrækkelig motorkraft, ligesom flyet var for stort til kommerciel luftfart.
Flyet fløj første gang den 9. november 1946. 

## Design og udvikling
Udviklingen af Lockheed Constitution begyndte i 1942 som et fælles udviklingsprojekt med deltagelse af U.S. Navy, Pan Am og Lockheed. Kravene til designet, der oprindelig havde navnet Lockheed Model 89, var konstruktion af et stort transportfly, der kunne indgå i og supplere US Navy's flåde af vandfly. Pan Am var involveret i projektet, fordi et sådant fly havde potentialet til kommerciel flyvning. Flyet ville kunne medføre en last på 7,945 ton (17.500 pund) ved flyvning i en højde af 7,62 km (25.000 fod) med en hastighed på 400 km/t. 
Flyet skulle have trykkabine og være så stort, at de fleste komponenter ville kunne nås og eventuelt repareres under flyvning. Der var eksempelvis tunneler i de tykke vinger med adgang til alle fire motorer. 
Flyet blev designet af et team af ingeniører under ledelse af Willis Hawkins og W.A. Pulver fra Lockheed og kommandør E. L. Simpson, Jr. fra US Navy. Navnet Constitution blev tildelt projektet af Lockheeds administrerende direktør Robert E. Gross.
Den oprindelige kontrakt fra Bureau of Aeronautics omhandlede bestilling af 50 eksemplarer af Constitutions til en samlet pris af $111,250,000. I forbindelse med Japans kapitulation ved 2. Verdenskrig, blev kontrakten reduceret til alene af omfatte to eksemplarer til en pris af $27,000,000.